# Bettina Scholl-Sabbatini
Pour les articles homonymes, voir Sabbatini.
Bettina Scholl-Sabbatini (née le 19 décembre 1942 à Esch-sur-Alzette) est une sculptrice luxembourgeoise.

## Biographie
Bettina Scholl-Sabbatini est la fille du sculpteur Aurelio Sabbatini. Elle étudie de 1963 à 1967 la sculpture et la céramique à L'istituto d'arte de Sesto Fiorentino puis la peinture et le dessin à l'Académie de la Grande Chaumière à Paris.
Ses œuvres de céramique, de pierre et de bronze se trouvent souvent dans les églises de Luxembourg. Son engagement avec Soroptimist, dont elle est devenue la vice-présidente, l'a amenée en Afrique où l'art traditionnel l'impressionne et l'influence.

## Source de la traduction
- (de) Cet article est partiellement ou en totalité issu de l’article de Wikipédia en allemand intitulé « Bettina Scholl-Sabbatini » (voir la liste des auteurs).